# Jorge Salvañá
Jorge Salvañá fue un futbolista argentino, nacido en  Victoria, provincia de Entre Ríos, el 30 de septiembre de 1960. Se desempeñaba como mediocampista y debutó profesionalmente en Rosario Central.  Desarrolló su carrera principalmente en clubes de ascenso de su país, aunque también pasó por el fútbol uruguayo (River y Racing de Montevideo) y la liga paraguaya (Olimpia).

## Clubes
| Club                       | País      | Año        |
| -------------------------- | --------- | ---------- |
| Rosario Central            | Argentina | 1981 -1982 |
| Patronato (Paraná)         | Argentina | 1983       |
| Racing Club de Montevideo  | Uruguay   | 1984       |
| River Plate (Montevideo)   | Uruguay   | 1984       |
| Olimpia                    | Paraguay  | 1985       |
| Almirante Brown            | Argentina | 1985       |
| Deportivo Morón            | Argentina | 1985       |
| Ferro de General Pico      | Argentina | 1986       |
| Central Norte              | Argentina | 1987       |
| Talleres (RdE)             | Argentina | 1988-1989  |
| Gimnasia y Esgrima (Jujuy) | Argentina | 1991-1992  |